# Graeme Sharp
Graeme Marshall Sharp (ur. 16 października 1960 w Cardowan) – były szkocki piłkarz występujący na pozycji napastnika.

## Kariera klubowa
Sharp zawodową karierę rozpoczynał w 1978 roku w klubie Dumbarton. Spędził tam dwa lata. W sumie rozegrał tam 40 spotkań i zdobył 17 bramek. W 1980 roku odszedł do angielskiego Evertonu. W First Division zadebiutował 3 maja 1980 roku w zremisowanym 0:0 meczu z Brighton & Hove Albion. W 1984 roku Sharp wygrał z zespołem rozgrywki Puchar Anglii. W 1985 roku oraz w 1987 roku zdobywał z nim mistrzostwo Anglii. W ciągu 11 lat w barwach Evertonu rozegrał 322 spotkania i zdobył 111 bramek.
W 1991 roku odszedł do ekipy Oldham Athletic. W 1994 roku został jej grającym trenerem. Pracował tam do 1997 roku. Potem przeszedł do walijskiego Bangoru City, gdzie również był grającym trenerem. W 1998 roku zakończył karierę piłkarską oraz trenerską.

## Kariera reprezentacyjna
W reprezentacji Szkocji Sharp zadebiutował 28 maja 1985 roku w wygranym 1:0 meczu eliminacji Mistrzostw Świata 1986 z Islandią. W 1986 roku został powołany do kadry narodowej na ten mundial. Zagrał tam w pojedynku z Urugwajem (0:0). Z tamtego turnieju Szkocja odpadła po fazie grupowej. W latach 1985–1988 w drużynie narodowej Sharp rozegrał w sumie 12 spotkań i zdobył 1 bramkę.